# 무라사키촌
무라사키촌(村前村)은 일본 에히메현 기타군에 설치되었던 촌이다. 현재의 우치코정의 일부에 해당한다.